# Позітано
Позітано (італ. Positano) — муніципалітет в Італії, у регіоні Кампанія,  провінція Салерно. 
Розміщений на відстані близько 220 км на південний схід від Рима, 30 км на південний схід від Неаполя, 25 км на захід від Салерно.
Населення — 3951 особа (2014).

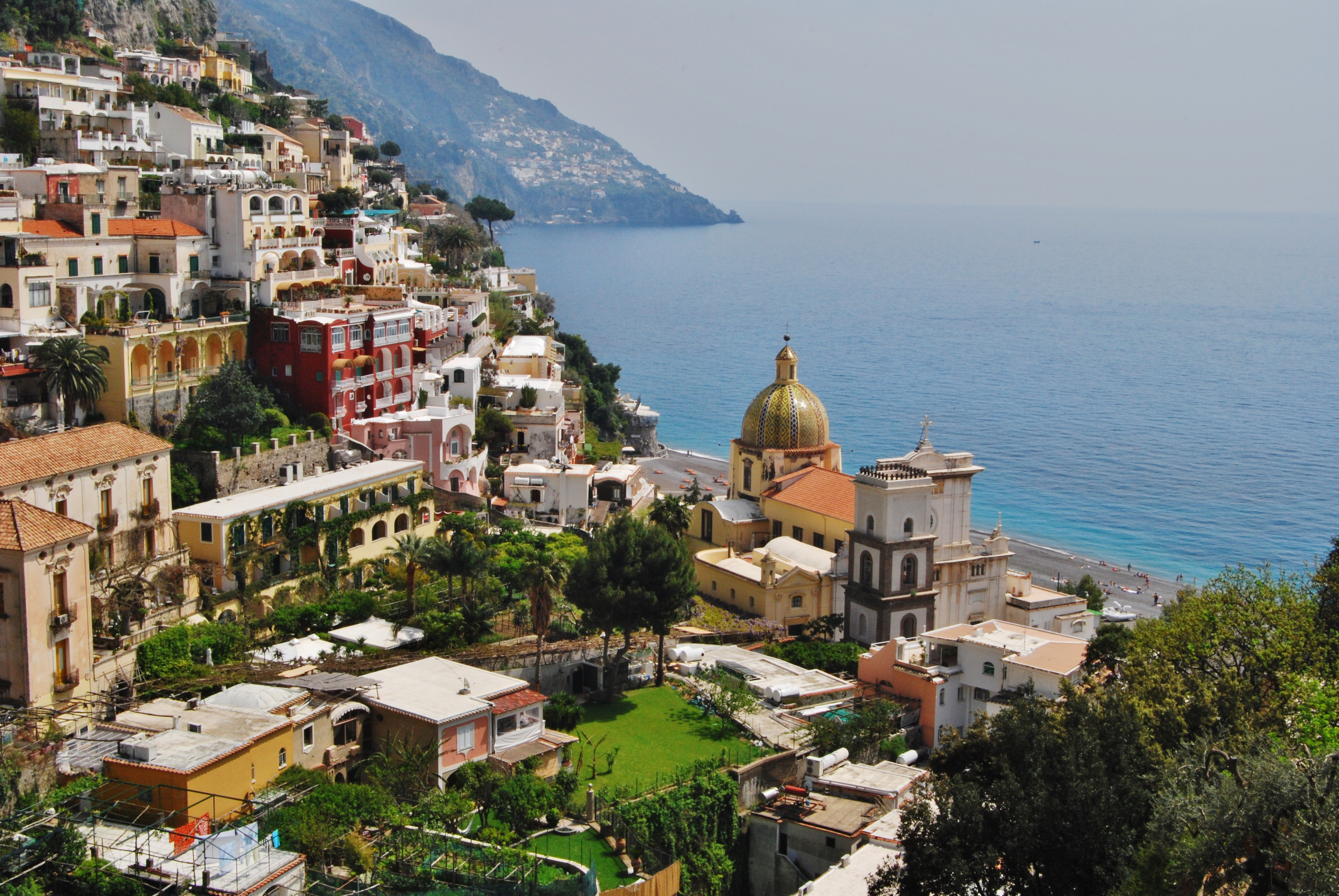
Краєвид з церквою Вознесіння Діви Марії

Щорічний фестиваль відбувається 15 червня,15 серпня. Покровитель — Святий Віт.

## Демографія
Населення за роками:

Станом на 1 січня 2023 року в муніципалітеті офіційно проживало 186 іноземців з 37 країн, серед них 41 громадянин країн Євросоюзу та 62 громадяни України.

## Сусідні муніципалітети
- Аджерола
- Пімонте
- Праяно
- Віко-Екуенсе

## Галерея зображень

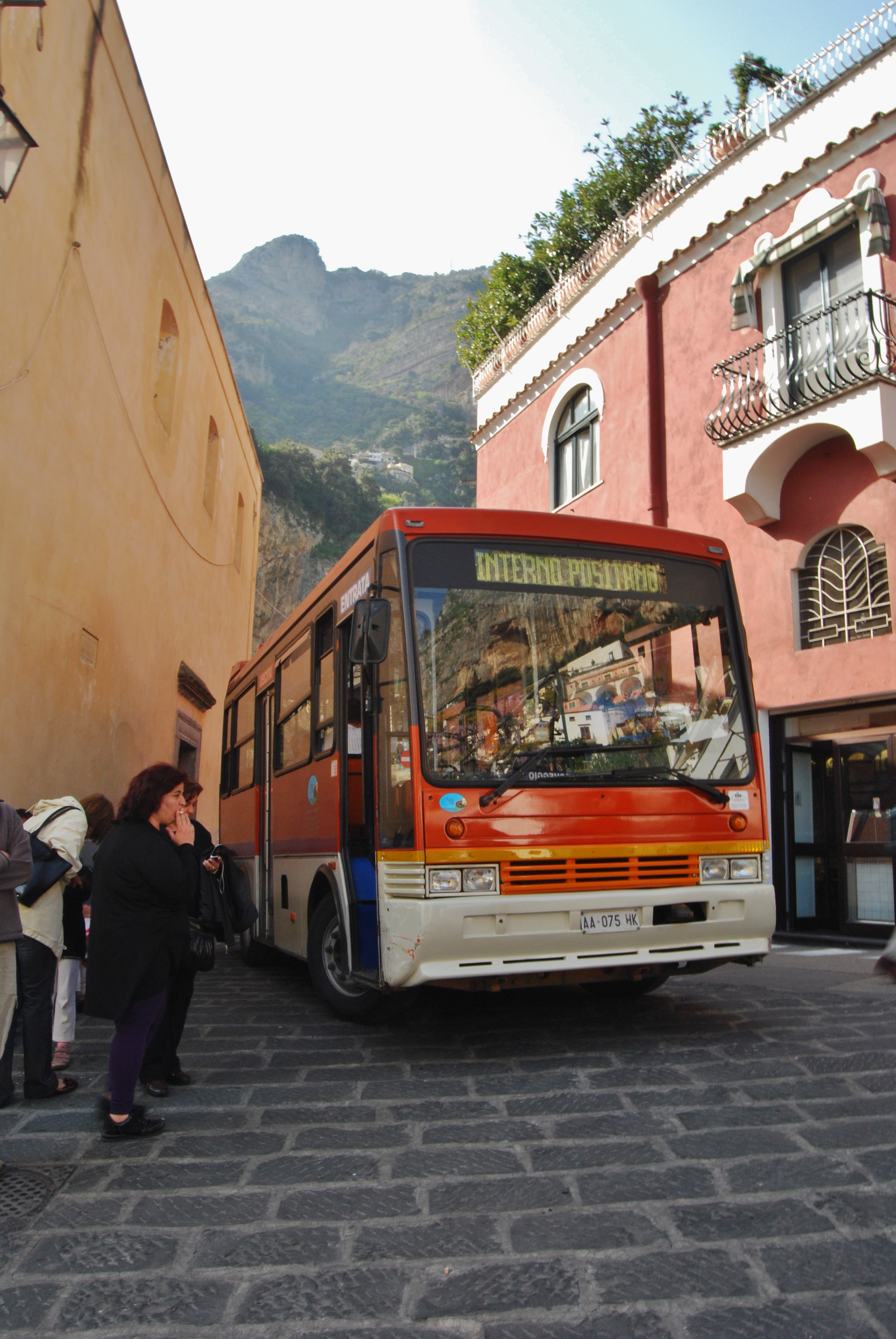
Місцевий автобус на вузьких вуличках
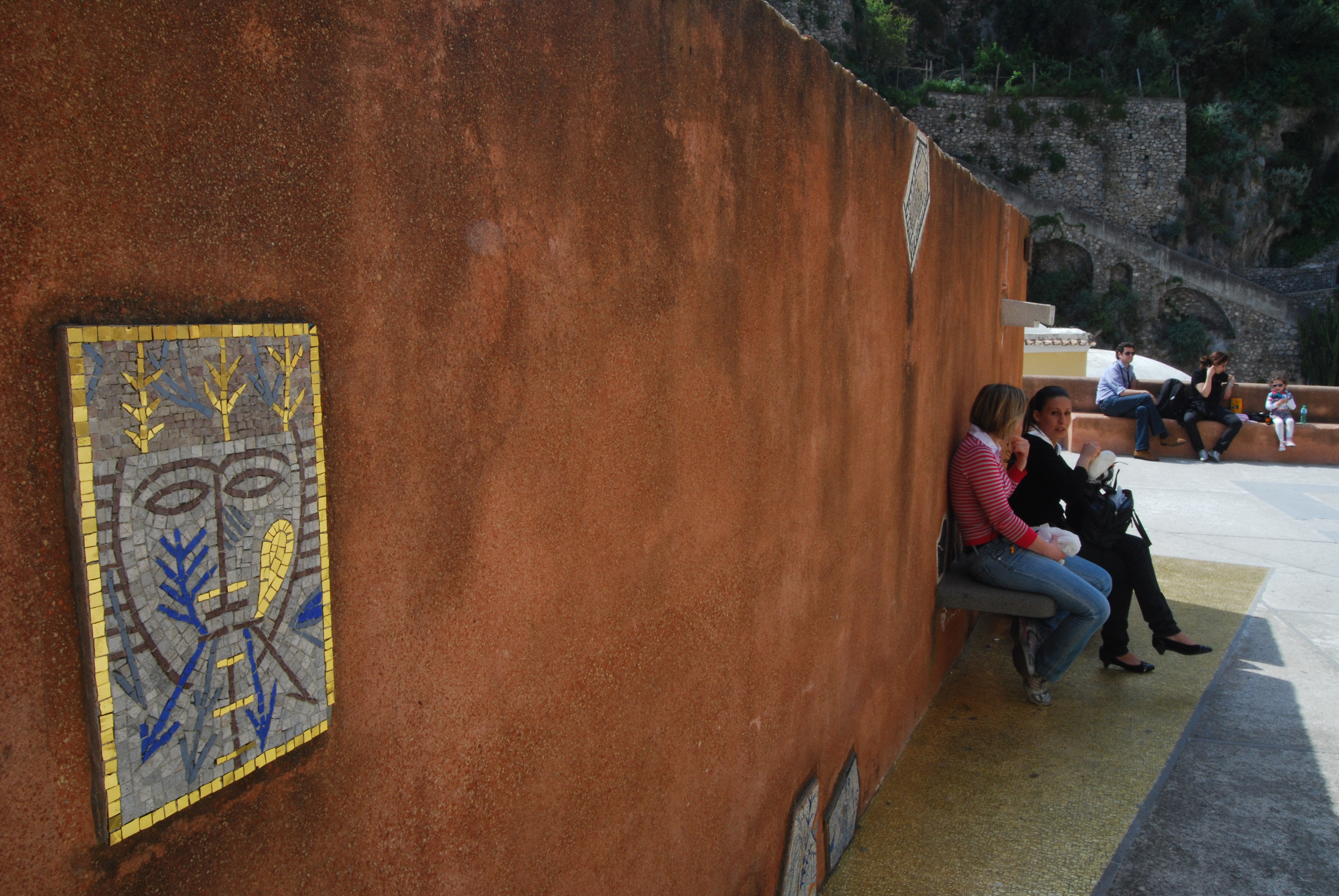
Керамічні прикраси на стінах
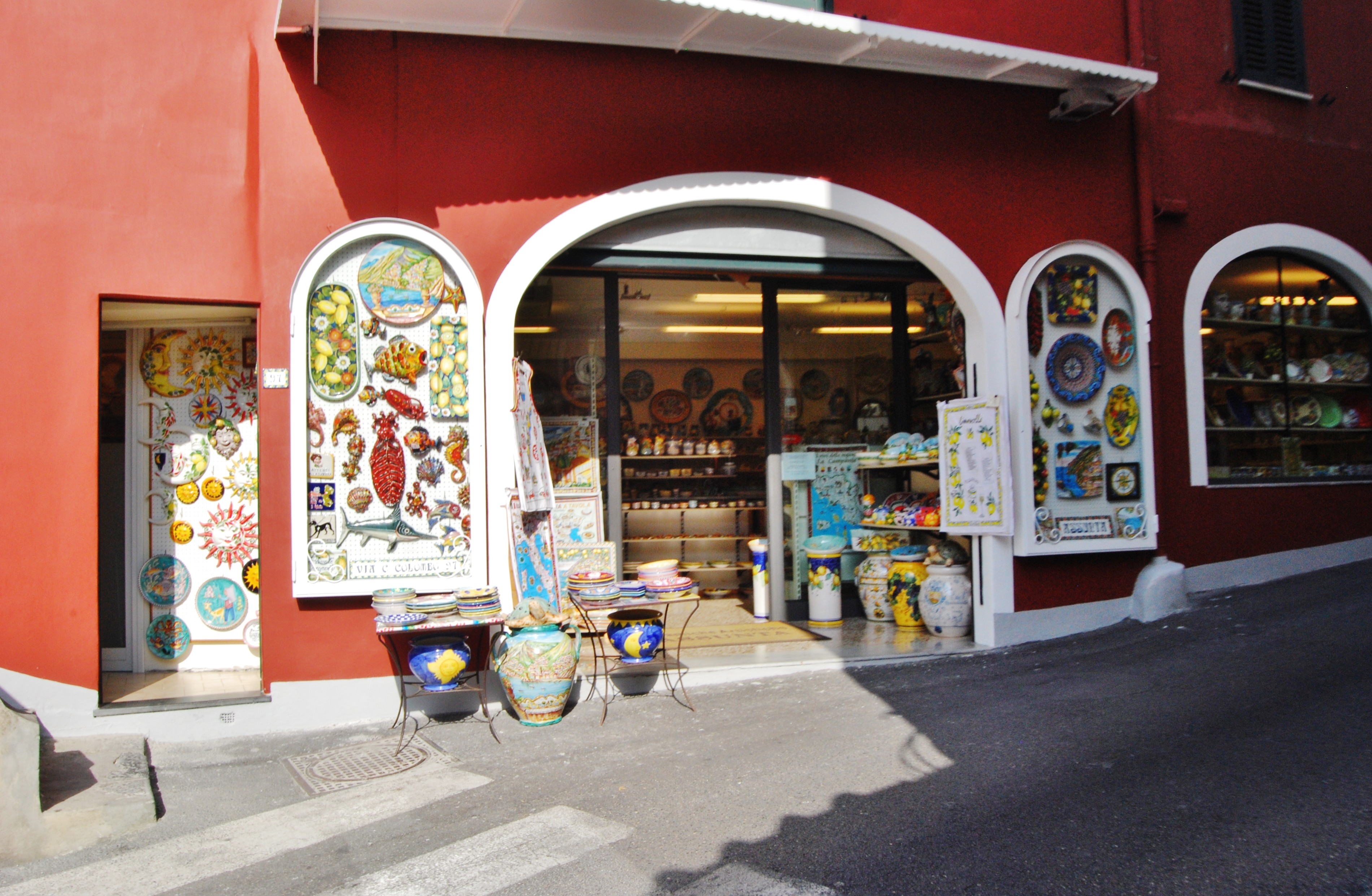
Місцева кераміка користується попитом
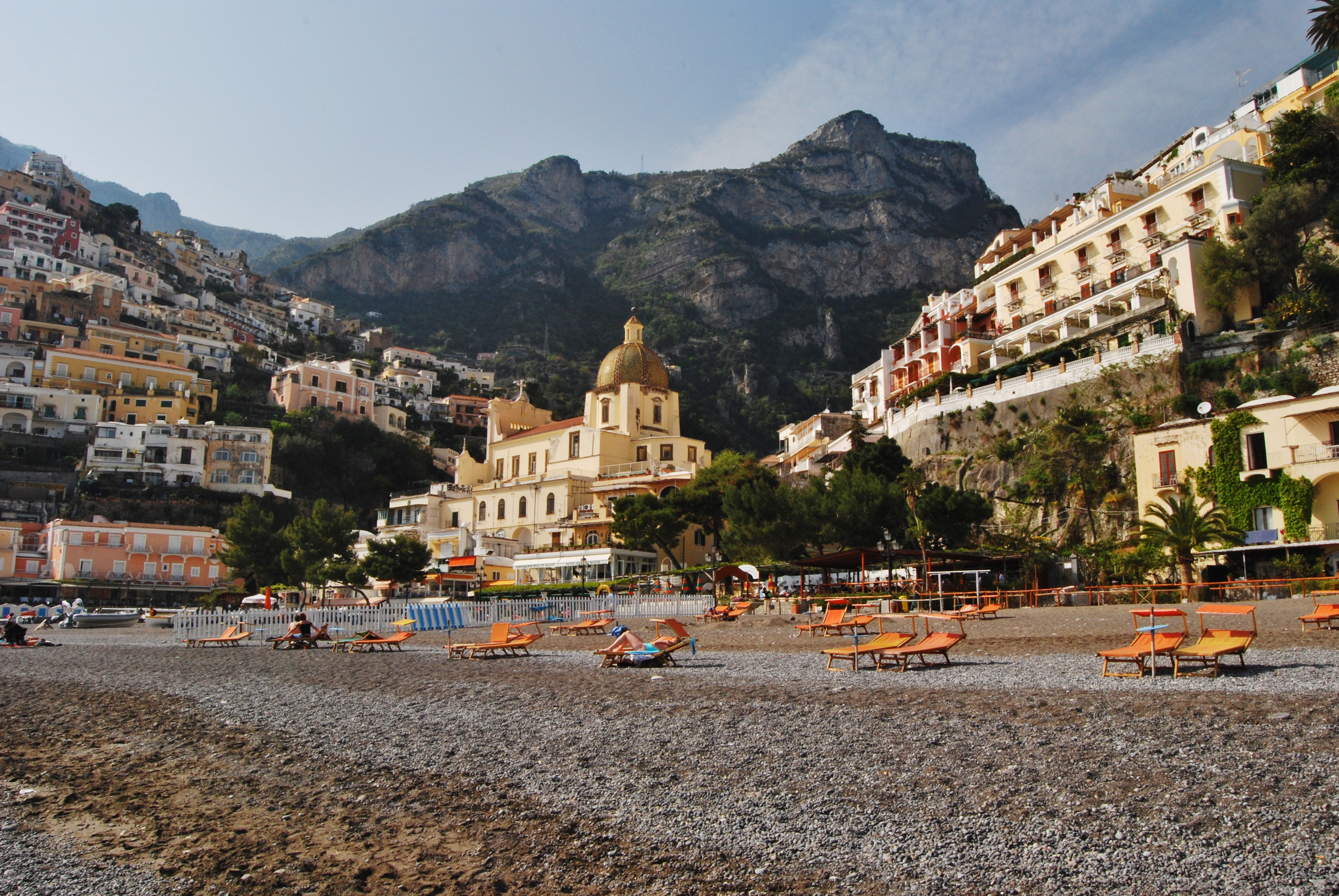
Церква Вознесіння Діви Марії - перлина місцевої архітектури
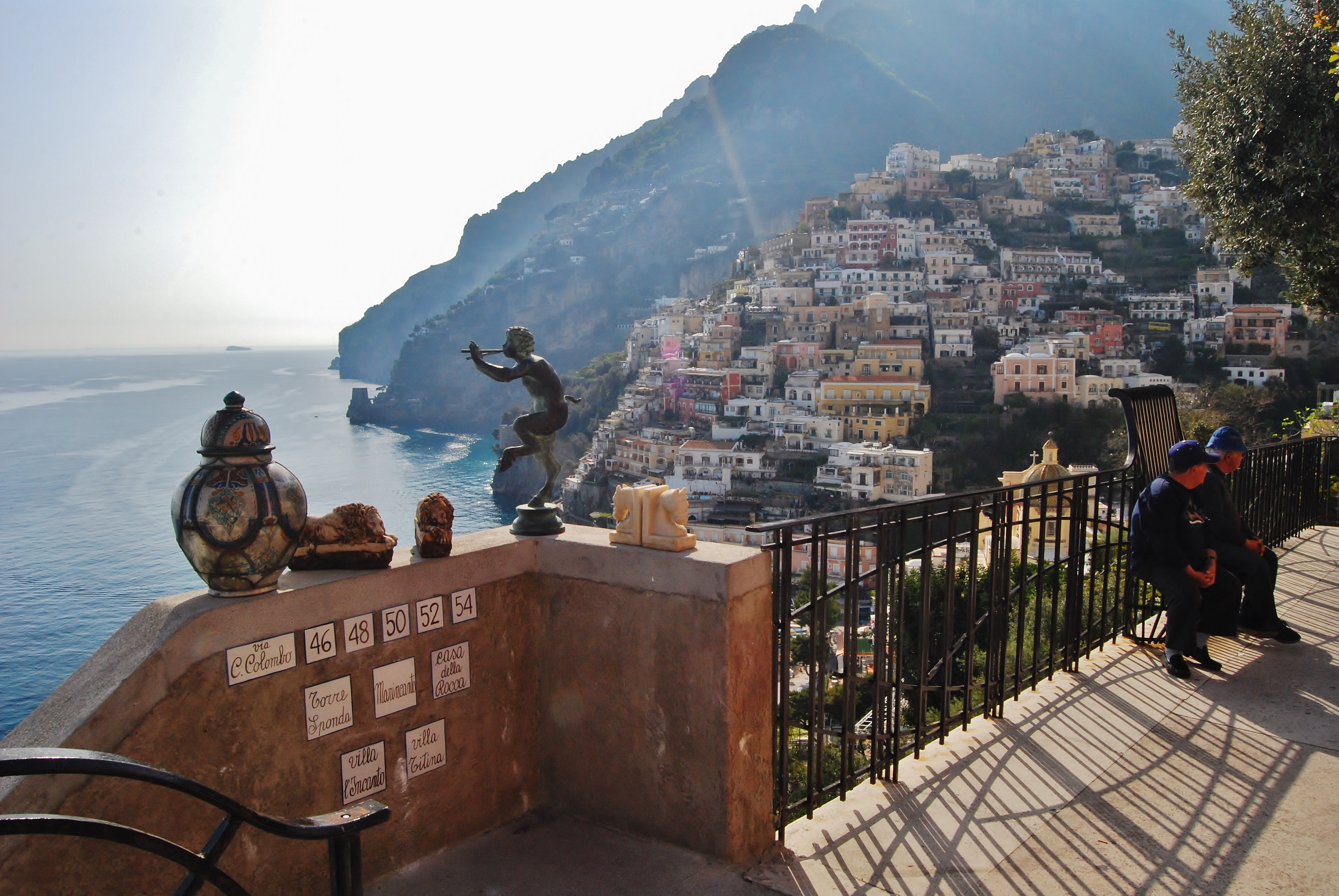
Керамічні фігурки на фоні краєвиду
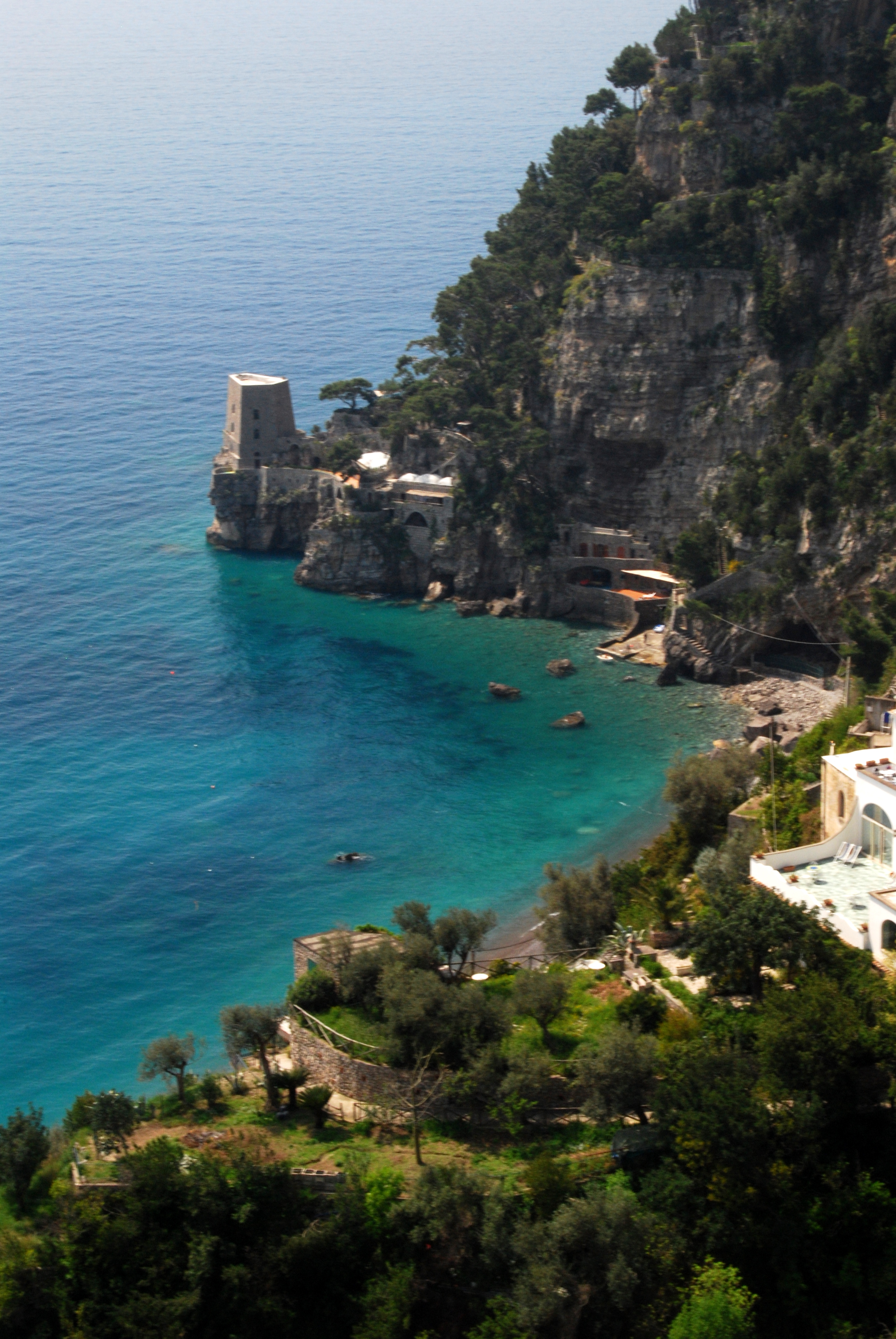
Північна сторона затоки